# 이영범 (법조인)
이영범(李永範, 1941년 1월 1일 ~ )은 대한민국의 제19대 광주고등법원장을 역임한 법조인이다. 

## 생애
1941년 경상북도 문경시에서 태어나 서울대학교 법학과를 졸업하고 제15회 고등고시 사법과에 합격해 서울지방검찰청 수원지청 검사에 임용되었다. 이후 서울지검 인천지청과 대전지검 천안지청 검사를 하다가 판사로 전직하여 대전지방법원, 대전지방법원 천안지원, 서울지방법원 수원지원, 서울형사지방법원, 서울민사지방법원, 서울고등법원에서 판사를 하였다. 대법원 재판연구관으로 지명되었다가 부장판사로 승진하여 대전지방법원, 서울형사지방법원에서 재판장을 하다가 대구고등법원로 전보되었을 때 사법연수원 교수를 겸직했다. 이후 수원지방법원에서 수석부장판사를 하면서 서울고등법원 부장판사를 겸직하였으며 서울형사지방법원 수석부장판사 직무대리와 서울고등법원 부장판사에 이르게 되었다.
유신헌법 체제 아래에서 박정희 대통령에 의해 판사 재임명이 이루어지면서 이영범은 1973년 3월 31일에 서울지방법원 여주지원 판사에 임명되었다.
1975년 8월에 ‘어떤 조사’라는 수필에서 "사형이 집행된 간첩에 대해 애도의 뜻을 표했다"는 혐의로 반공법 위반으로 기소된 한승헌 변호사의 변호인들에 의해 재판부 기피신청이  제출됐다
1980년 8월 20일에 대법원 재판연구관에 지명되었다. 1981년 4월 22일에 대전지방법원 부장판사에 임명되었다.
서울형사지방법원 합의13부 재판장으로 재직할 때인 1983년 6월 이윤상 유괴 살해범이 재심청구를 하여 재판부가 세 차례 바뀌는 가운데 법원장의 특별 지시로 재판을 심리하게 됐다.
1993년 4월 22일 수석부장판사 직무대리에서 해제될 때까지 서울형사지방법원에서 수석 부장판사로 재직했던 1992년 5월 29일에 법원의 감정 요구에 국립과학수사연구소에서 거절하자 "우리 법원에서 정모씨의 무고 사건에서도 두 차례 감정을 거절 당해  구속 만기일 때문에 어쩔 수 없이 보석 석방했다."면서 "감정기관에 감정을 명할 권한이 있음에도 이를 거부하는 것은 있을 수 없다"고 했다.
서울고등법원 부장판사로 재직하던 1993년 10월 5일에 대법원이 국정감사 자료를 국회에 제출하면서 "강남을 지역구에서 흑색 유인물을 뿌린 안기부 요원 4명에 대해 집행유예를 선고"했던 이영범이 정치판사 명단에 올랐지만 곧 이어진 법원 인사에서 법원장으로 승진하여 1993년 10월 15일에 대전지방법원장에 임명되었다.
청와대에서 윤관 대법원장과 법원장 37명이 김영삼 대통령과 함께 오찬을 할 때 김영삼 대통령이 대전광역시 현지의 분위기를 묻자 이영범은 "엑스포로 대전이 10년은 앞당겨 발전한 것 같다"고 답변했다.
1994년 7월 18일에 광주고등법원장으로 승진하여 재직하다가 1995년 2월 10일 대법원장에게 사직서를 제출하고 법무법인 화인 등에서 건설분쟁을 주로 다루는 변호사 활동을 했고, 김영삼 정부는 경찰위원회 새 위원장에 이영범을 1997년 7월 30일에 임명했다.
김제 가족 간첩단 사건이 재심을 통해 무죄가 확정되자 1983년 1심 당시 재판장으로 최을호 피고인에게 사형을 선고했던 이영범은 "판사가 신이 아닌 이상 사실을 100% 진실이라 할 수 없다"며 "재심 판결 났으면 됐지 뭘. 재판이 잘못됐으면 파기해서 무죄하면 되는거다. 재심에서 무죄 났으면 됐지"라고 말했다.

## 주요 판결
- 서울형사지방법원 재판장으로 재직하던 1975년 9월 11일에 수필 '어떤 조사'를 써서 반공법 위반으로 기소된 한승헌에 대해 징역1년6월 자격정지1년6월을 선고했다.[16]

- 서울형사지방법원 합의13부 재판장으로 재직하던 1982년 10월 7일에 위장귀순하여 간첩활동을 했던 김진모에 대해 국가보안법위반죄를 적용해 사형을 선고했다.[17] 김진모의 사형은 1986년 5월 27일 집행되었다. 1982년 12월 27일에 충북을 거점으로 27년간 간첩활동을 해온 송창섭 일가 간첩 사건 고정 간첩단 11명에 대해 "공화당 중앙상임위원, 대학교수 ,회사 임원 등 신분을 이용해 유언비어를 유포하고 조직적인 간첩활동을 했다"며 사형에서 징역1년 자격정지1년 집행유예2년을 선고했다.[18] 1983년 1월 12일에 생리 기간 중에 소매치기를 한 피고인에 대해 무죄를 선고하면서 치료감호 처분했다.[19] 1983년 3월 16일에 김제 가족 간첩단 사건의 최을호 등 2명에 대해 사형과 징역15년 자격정지15년을 각각 선고했다.[20] 최을호에 대한 사형 판결은 대법원에서 확정되었고 1985년 10월 31일에 집행되었다.

- 서울형사지방법원 항소10부 재판장으로 재직하던 1991년 12월 13일에 건국대 입시 부정 사건으로 1심에서 징역1년6월 선고받은 이사장에게 징역1년 집행유예2년, 1심에서 징역1년이 선고된 서울캠퍼스 부총장과 재단 상무이사에 대해 각각 징역1년 집행유예2년을 선고하면서 1심에서 집행유예가 선고된 전 서울캠퍼스 교무처장, 재단 사무차장, 전자계산소장에게는 벌금 100만원씩 선고했다.[21] 1992년 8월 27일에 금은방에서 상습적으로 금품을 훔친 터키인 등 외국인 3명에게 "통상적으로 항소심에서 집행유예를 선고했으나 피고인은 상습적이고 죄질이 나쁘다"며 특수절도죄를 적용해 징역1년~8월을 선고했다.[22]

- 서울형사지방법원 합의30부 재판장으로 재직하던 1992년 5월 22일에 홍사덕 후보의 사생활을 비방하는 유인물을 배포한 안기부 대공수사국 요원 3명에게 모두 집행유예를 선고했다.[23] 1993년 3월 20일에 간첩단 사건으로 구속되어 1심에서 징역12년이 선고된 손민영(31세)에게 국가보안법 통신연락, 탈출 미수죄를 적용해 징역7년 자격정지7년을 선고했다.[24]